# William Fairbairn

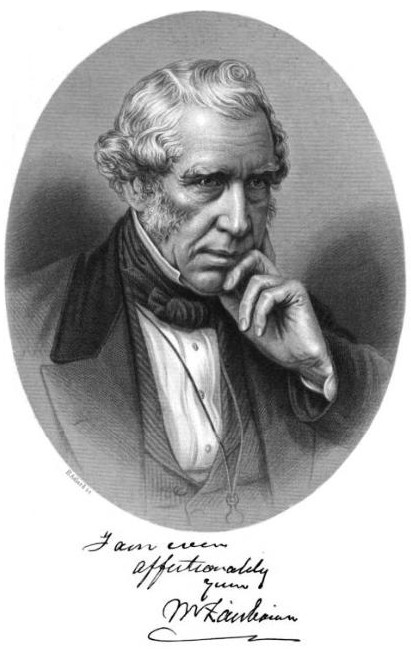
Sir William Fairbairn (1877)

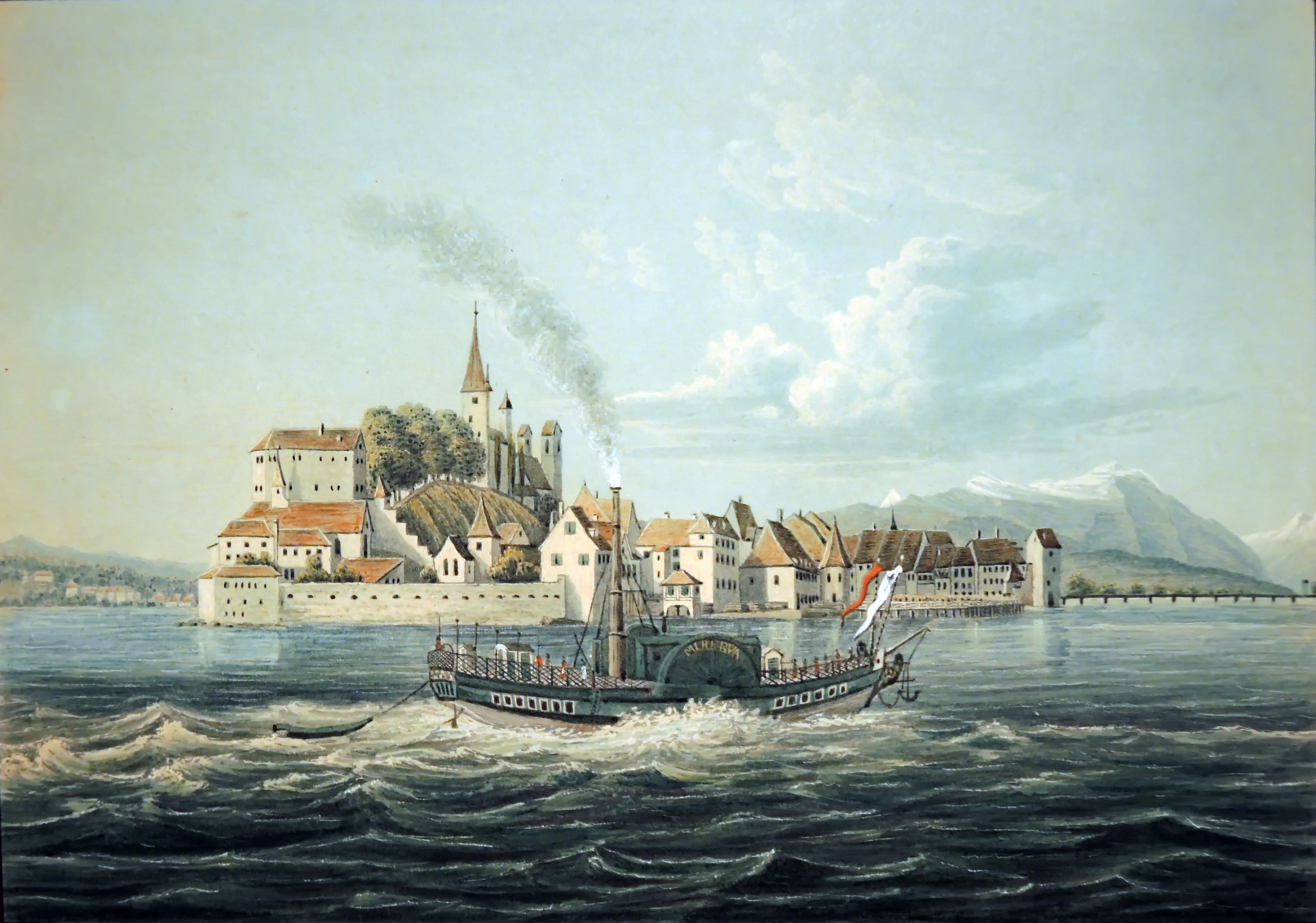
Das von Fairbairn konstruierte Dampfschiff Minerva am 19. Juli 1835 vor Rapperswil auf dem Zürichsee

Sir William Fairbairn, 1. Baronet (* 19. Februar 1789 in Kelso; † 18. August 1874 in Moor Park, Surrey) war ein schottischer Ingenieur.

## Leben und Werk
Geboren als Sohn eines Bauers, zeigte Fairbairn schon früh mechanische Begabung und machte eine Lehre als Mühlenbauer in Newcastle, wo er Freundschaft mit dem jungen George Stephenson schloss. 1813 zog er nach Manchester, um für Adam Parkinson und Thomas Hewes zu arbeiten. 1817 gründete er einen Betrieb für Mahlmaschinen mit James Lillie.
Fairbairn lernte sein Leben lang und trat so 1830 der Institution of Civil Engineers bei. Anfang der 1830er Jahre begannen er und Eaton Hodgkinson die Suche nach dem optimalen Querschnitt von Eisenträgern. So kam es, dass Robert Stephenson, der Sohn seines Jugendfreundes George, Fairbairn und Hodgkinson als Berater behielt, als er in den 1840er Jahren das neuartige Röhrendesign für die Conwy Railway Bridge und die Britannia Bridge konzipierte, die Anglesey mit dem britischen Festland verbinden sollte.
Nach dem „Fairbairnschen System“ wurde 1853 die Hannoversche Baumwollspinnerei und -weberei errichtet – und William Fairbairn lieferte hierzu auch gleich noch den Entwurf für das Fabrikgebäude.
Als die Baumwollindustrie einen konjunkturellen Niedergang erlebte, spezialisierte sich Fairbairn auf die Herstellung von Dampfkesseln für Lokomotiven und auf den Schiffbau. Fairbairn zog seine Erfahrung mit den neuen Röhrenbrücken heran, um die Konstruktion von Schiffen mit eisernem Rumpf voranzutreiben. Indem er ein Schiff als treibenden röhrenförmigen Holm verstand, kritisierte er die damals existierenden Designstandards, die von Lloyd’s of London diktiert wurden und bewies seine Ideen in seiner Schiffswerft in Millwall mit dem Schiff Lord Dundas.
Fairbairn entwickelte den Lancashire Boiler im Jahre 1844. Im Jahre 1861 führte er auf Bitte des britischen Parlaments zusammen mit Hodgkinson eine Studie über Metallermüdung durch, indem er ein 3 Tonnen schweres Gewicht wiederholt auf einen schmiedeeisernen Zylinder fallen ließ. Dies gelang 3 Millionen Mal, bevor das Metall brach und zeigte, dass eine statische Belastung von 12 Tonnen für diesen Effekt nötig war.

## Auszeichnungen
Von 1855 bis 1860 war er Präsident der Manchester Literary and Philosophical Society. 1850 wurde er als Mitglied („Fellow“) in die Royal Society gewählt, die ihm 1860 die Royal Medal verlieh. 1852 wurde er in die Académie des sciences in Paris und 1862 in die American Academy of Arts and Sciences gewählt. 1869 wurde ihm der erbliche Adelstitel Baronet, of Ardwick in the County of Lancaster, verliehen. Im Rathaus von Manchester steht eine Statue von ihm. Bei seinem Tod 1874 erbte sein Sohn Thomas seinen Adelstitel.

## Schriften
- An Account of the Construction of the Britannia and Conway Tubular Bridges. Weale u. a., London u. a. 1849, (Digitalisat).
- Experiments to Determine the Effect of Impact, Vibratory Action, and Long-Continued Changes of Load on Wrought-Iron Girders. In: Philosophical Transactions of the Royal Society of London. Bd. 154, 1864, ISSN 0261-0523, S. 311–325, JSTOR:108871.
- Treatise on Iron Shipbuilding. Longman, Green, Longman, Roberts, & Green, London 1865, (Digitalisat).
- The Life of Sir William Fairbairn, Bart. Partly written by himself, edited and completed by William Pole. Longmans, Green, and Co., London 1877, (Digitalisat).